# East Haddam
East Haddam es un pueblo ubicado en el condado de Middlesex en el estado estadounidense de Connecticut. En el año 2005 tenía una población de 8,808 habitantes y una densidad poblacional de 63 personas por km².

## Geografía
East Haddam se encuentra ubicada en las coordenadas 41°28′31″N 72°23′30″O / 41.47528, -72.39167.

## Demografía
Según la Oficina del Censo en 2000 los ingresos medios por hogar en la localidad eran de $62,304 y los ingresos medios por familia eran $70,091. Los hombres tenían unos ingresos medios de $45,500 frente a los $36,055 para las mujeres. La renta per cápita para la localidad era de $28,112. Alrededor del 2.9% de la población estaban por debajo del umbral de pobreza.